# Озёрный (Погарский район)
Озёрный — упразднённый в 2009 году посёлок в Погарском районе Брянской области. Входил на момент упразднения в состав Кистерского сельского поселения.

## География
Урочище находится в южной части Брянской области, в зоне хвойно-широколиственных лесов, на реке Гошка.

### Климат
Климат характеризуется как умеренно континентальный, с тёплым летом и умеренно холодной зимой. Средняя температура воздуха самого тёплого месяца (июля) — 18,2 °C (абсолютный максимум — 36 °C); самого холодного (января) — −8,2 °C (абсолютный минимум — −37 °C). Среднегодовое количество атмосферных осадков составляет 549—641 мм, из которых большая часть выпадает в тёплый период. Снежный покров держится в течение 115—125 дней. В тёплый период (апрель-сентябрь) преобладают ветры северо-западных, северо-восточных и западных направлений, а в холодный период (октябрь-март) — юго-западных, южных и западных.

## История
В 1961 году Указом Президиума Верховного Совета РСФСР посёлок Великое Болото переименован в Озёрный.

## Население
| 2002 |
| ---- |
| 4    |

### Национальный состав
Согласно результатам переписи 2002 года, в национальной структуре населения русские составляли 100 % из 4 чел.

## Инфраструктура
Было личное подсобное хозяйство с зоной сельскохозяйственного использования, индивидуальная застройка усадебного типа.

## Транспорт
Просёлочная дорога.